# Bernard Falaise
Bernard Falaise, né en 1965 à Montréal au Québec, est un guitariste canadien de rock alternatif, actif au sein de plusieurs formations et collaborant avec différents créateurs contemporains.

## Biographie
Bernard Falaise est un musicien éclectique qui participe, le plus souvent en tant que membre invité, à différents projets musicaux notamment au sein des groupes Klaxon Gueule, Miriodor, Les Projectionnistes, Papa Boa ou de l'Ensemble contemporain de Montréal. Il réalise également les musiques de scènes de nombreux spectacles de théâtre ou de danse, ainsi que des bandes originales de cinéma ou de télévision. En 2008, il reçoit le prix Opus du « disque actuel ou électro de l'année » pour l'album Clic.
Le 5 avril 2011, The Gazette, un quotidien de Montréal, annonce que Bertrand Cantat, Pascal Humbert, Alexander MacSween et lui ont écrit la musique du spectacle de Wajdi Mouawad Le Cycle des Femmes : trois histoires de Sophocle qui sera présenté lors du Festival d'Avignon puis au Théâtre du Nouveau Monde. Il assure toutes les représentations sur scènes lors de la tournée de la pièce et publie l'album de la musique de scène intitulé Chœurs en décembre 2011.
En 2023, Bernard Falaise fait partie du trio de musiciens qui assure la partie musicale sur scène de la pièce de théâtre ROME, mise en scène par Brigitte Haentjens. Le spectacle qui dure sept heures est présenté à l'Usine C à Montréal et au Centre national des arts à Ottawa.

## Discographie
- 1995 : Jongleries élastiques avec Miriodor[3]
- 1997 : Bavards avec Klaxon Gueule
- 1999 : Muet avec Klaxon Gueule
- 1999 : Copie zéro avec Les Projectionnistes
- 1999 : Tête à queue avec Papa Boa
- 2000 : Do
- 2001 : Joue Free avec Robert Lepage
- 2002 : Grain avec Klaxon Gueule
- 2002 : Mekano avec Miriodor
- 2003 : Sautons ce repas de midi avec Frank Martel
- 2004 : Chicken avec Klaxon Gueule
- 2004 : Des gestes défaits avec Martin Tétreault
- 2005 : Marie Joe Thério avec Marie-Jo Thério
- 2005 : Some Love au sein de Foodsoon
- 2005 : Parade avec Miriodor
- 2006 : Le Silence des hommes avec D. Kimm
- 2006 : Yé-Yi-You-Ya avec Frank Martel
- 2007 : Clic
- 2009 : Infininiment avec Klaxon Gueule
- 2009 : À l'école du ara avec Frank Martel
- 2009 : Avanti! avec Miriodor
- 2011 : Chœurs avec Bertrand Cantat, Pascal Humbert et Alexander MacSween
- 2012 : S'enfouir
- 2013 : Cobra Fakir avec Miriodor
- 2014 : Bibittes avec Éric Forget et Alexandre St-Onge
- 2016 : Parlures et parjures avec Pierre Labbé, Michel Faubert et Pierre Tanguay [4]
- 2023 : La Chapelle ardente avec Michel Faubert